# Vladimir Prelog
Pour les articles homonymes, voir Prelog.
Vladimir Prelog, né le 23 juillet 1906 à Sarajevo (Bosnie-Herzégovine) et mort  7 janvier 1998 à Zurich, est un chimiste helvético-croate. Il est co-lauréat du prix Nobel de chimie 1975.

## Biographie
Attiré par les sciences, il effectue ses premières expériences à 12 ans et publie son premier article au Chemiker Zeitung à 15 ans. Il étudie la chimie à l'Institut tchèque de technologie de Prague de 1924 à 1929 et y obtient un diplôme de docteur-ingénieur.
En 1935, il accepte un poste de maître de conférences à l'université de Zagreb. Mais, en 1941, les Allemands occupent la ville et il préfère demander asile en Suisse : grâce au soutien de Lavoslav Ružička, il obtient un poste d'assistant à l'École polytechnique fédérale de Zurich. Il y devient professeur en 1952 puis succède à Lavoslav Ružička à la tête du laboratoire de chimie organique.
Naturalisé suisse en 1959, Vladimir Prelog est devenu membre étranger de la Royal Society le 3 mai 1962. Il est lauréat du prix Nobel de chimie de 1975 (l'autre moitié a été remise à John Warcup Cornforth) « pour sa contribution à la stéréochimie des molécules et des réactions organiques ».
Prelog fut l'un des 109 prix Nobel à signer l’appel à la paix en Croatie (1991). Vladimir Prelog est mort à Zürich, à l'âge de 91 ans. L'urne contenant ses cendres a été inhumée au cimetière Mirogoï de Zagreb, le 27 septembre 2001. En 2008, la ville de Prague a inauguré un monument à sa gloire.

## Recherches
Prelog consacra ses premières recherches à la quinine et ses dérivés, avec l'appui financier des laboratoires pharmaceutiques "Kaštel" (auj. Pliva) et découvrit un moyen économique de produire du Streptazol, une des formes commercialisées de sulfamidés. En 1941, encore à Zagreb, Prelog effectua la première synthèse d’adamantane, hydrocarbure de structure inhabituelle qu'il avait isolé dans les échantillons des puits pétroliers de Moravie,.
Plus tard dans l'année, invité par Richard Kuhn à donner une conférence en Allemagne, il sollicita l'aide de Lavoslav Ružička pour justifier un passage par la Suisse ; c'est ainsi qu'avec sa femme il put gagner Zürich. Toujours avec l'aide de Ružička, il obtint un contrat de recherche avec CIBA Ltd. et travailla au Laboratoire de chimie organique de l'École polytechnique fédérale de Zurich. Prelog parvint en 1944 à séparer les énantiomères chiraux des bases de Tröger par chromatographie sur un substrat optiquement actif.
Disposant de la résolution chirale, il parvint à démontrer que l'azote peut, aussi bien que le carbone, être le centre chiral d'une molécule, question qui restait ouverte depuis plusieurs années. L'autorité de Ružička lui permit de poursuivre sa carrière au sein du système universitaire suisse : d'abord simple assistant, il accéda en 1952 au titre de professeur titulaire et succéda à son hôte en 1957 à la tête du laboratoire de chimie de l'ETH.
Avec Robert Sidney Cahn et Christopher Kelk Ingold, il fut le concepteur de la règle de Cahn-Ingold-Prelog pour la description de molécules organiques complexes.
Prelog se consacra désormais activement à l'étude des alcaloïdes et trouva dans le mystère de la structure de la solanine un sujet de recherche idéal ; il poursuivit ses travaux avec les alcaloïdes tirés des Cinchonae et la strychnine, pour laquelle il montra la fausseté de la formule proposée par Robert Robinson. Puis avec Derek Barton, Oskar Jeger et Robert Burns Woodward, il s'attaqua à la structure des alcaloïdes aromatiques de l’Erythrina.

## Distinctions et récompenses
- 1967 : médaille Davy
- 1975 : prix Nobel de chimie